# Bosch Spark Plug Grand Prix 1998
Bosch Spark Plug Grand Prix 1998 var ett race som var den fjärde deltävlingen i CART World Series säsongen 1998. Den kördes den 27 april på Nazareth Speedway i Nazareth, Pennsylvania. Jimmy Vasser vann tävlingen, och säkrade en dubbelseger för Chip Ganassi Racing, då stallkamraten Alex Zanardi tog andraplatsen. Greg Moore gick upp i mästerskapsledningen för första gången genom en tredjeplats.

## Slutresultat
| Plats | Förare               | Team                     | Grid | Kvaltid |
| ----- | -------------------- | ------------------------ | ---- | ------- |
| 1     | Jimmy Vasser         | Chip Ganassi Racing      | 5    | 18,652  |
| 2     | Alex Zanardi         | Chip Ganassi Racing      | 8    | 18,729  |
| 3     | Greg Moore           | Forsythe Racing          | 2    | 18,628  |
| 4     | Gil de Ferran        | Walker Racing            | 4    | 18,640  |
| 5     | Paul Tracy           | Team KOOL Green          | 10   | 18,822  |
| 6     | Bobby Rahal          | Team Rahal               | 9    | 18,819  |
| 7     | Robby Gordon         | Arciero-Wells Racing     | 24   | 19,304  |
| 8     | Bryan Herta          | Team Rahal               | 7    | 18,725  |
| 9     | Tony Kanaan          | Tasman Motorsports       | 16   | 18,999  |
| 10    | Richie Hearn         | Della Penna Motorsports  | 13   | 18,895  |
| 11    | Christian Fittipaldi | Newman/Haas Racing       | 6    | 18,658  |
| 12    | Michel Jourdain Jr.  | Payton/Coyne Racing      | 23   | 19,213  |
| 13    | Patrick Carpentier   | Forsythe Racing          | 1    | 18,419  |
| 14    | Max Papis            | Arciero-Wells Racing     | 20   | 19,118  |
| 15    | Al Unser Jr.         | Marlboro Team Penske     | 18   | 19,085  |
| 16    | JJ Lehto             | Hogan Racing             | 15   | 18,993  |
| 17    | Michael Andretti     | Newman/Haas Racing       | 3    | 18,636  |
| 18    | Maurício Gugelmin    | PacWest Racing           | 14   | 18,977  |
| 19    | P.J. Jones           | All American Racing      | 25   | 19,332  |
| 20    | Mark Blundell        | PacWest Racing           | 21   | 19,122  |
| 21    | Dario Franchitti     | Team KOOL Green          | 17   | 19,004  |
| 22    | Scott Pruett         | Patrick Racing           | 12   | 18,882  |
| 23    | Hélio Castroneves    | Bettenhausen Motorsports | 19   | 19,110  |
| 24    | Arnd Meier           | Davis Racing             | 26   | 19,562  |
| 25    | Dennis Vitolo        | Payton/Coyne Racing      | 22   | 19,153  |
| 26    | Adrián Fernández     | Patrick Racing           | 11   | 18,847  |